# Polyscias australiana
Polyscias australiana är en araliaväxtart som först beskrevs av F.Muell., och fick sitt nu gällande namn av William Raymond Philipson. Polyscias australiana ingår i släktet Polyscias och familjen Araliaceae.

## Underarter
Arten delas in i följande underarter:
- P. a. australiana
- P. a. disperma